# Skogsande

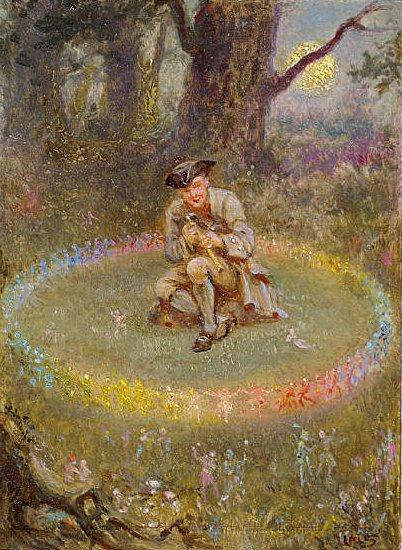
Älvringen

En skogsande är ett övernaturligt väsen som bor i skogen. 
Många naturförbundna religioner personifierar naturkrafterna och ger namn åt dem. Se närmare under Naturande.
Till de europeiska skogsandarna räknas skogsalver, skogsrån, dryader, fauner och satyrer. 
Även de nordamerikanska indianerna tror på skogsandar. I Lakota-mytologin är Canotila en älvliknande ras av skogsväsen.